# Цоллікон
Цоллікон (нім. Zollikon) — місто в Швейцарії в кантоні Цюрих, округ Майлен.

## Географія
Місто розташоване на відстані близько 100 км на північний схід від Берна, 5 км на південний схід від Цюриха.
Цоллікон має площу 7,9 км², з яких на 41,8 % дозволяється будівництво (житлове та будівництво доріг), 20,4 % використовуються в сільськогосподарських цілях, 37,8 % зайнято лісами, 0 % не є продуктивними (річки, льодовики або гори).

## Демографія
2019 року в місті мешкало 13 067 осіб (+8,5 % порівняно з 2010 роком), іноземців було 26,1 %. Густота населення становила 1665 осіб/км².
За віковим діапазоном населення розподілялося таким чином: 20,8 % — особи молодші 20 років, 56,2 % — особи у віці 20—64 років, 23 % — особи у віці 65 років та старші. Було 5927 помешкань (у середньому 2,2 особи в помешканні).
Із загальної кількості 5764 працюючих 10 було зайнятих в первинному секторі, 336 — в обробній промисловості, 5418 — в галузі послуг.